# Bahnhof Isogo
Der Bahnhof Isogo (jap. 磯子駅, Isogo-eki) ist ein Bahnhof auf der japanischen Insel Honshū. Er befindet sich in der Präfektur Kanagawa auf dem Gebiet der Stadt Yokohama, genauer im Bezirk Isogo-ku.

## Verbindungen

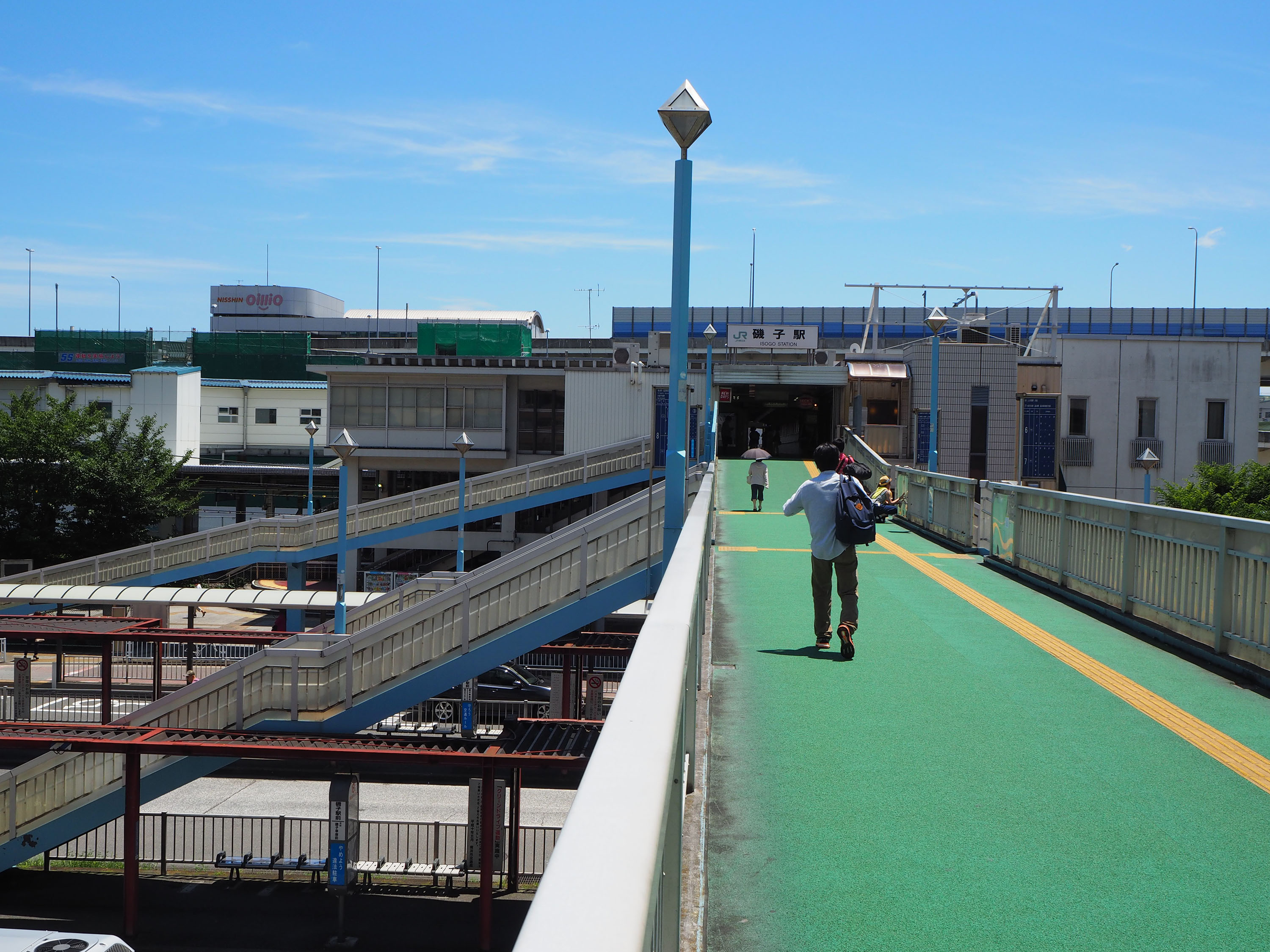
Fußgängerbrücke

Isogo ist ein Durchgangsbahnhof an der Negishi-Linie, die im Bahnhof Yokohama mit der Keihin-Tōhoku-Linie verknüpft ist. Durchgehende Nahverkehrszüge verbinden Ōmiya in der Präfektur Saitama mit Ueno, Tokio, Shinagawa, Kawasaki, Yokohama und Ōfuna. Ein ein Drittel aller Züge wendet bereits in Isogo. Hinzu kommen während der Hauptverkehrszeit mehrere Züge der Yokohama-Linie, die von Hashimoto her kommend über die übliche Endstation Sakuragichō hinaus ebenfalls nach Ōfuna verkehren.
An Werktagen werden tagsüber in Richtung Yokohama neun bis elf Züge je Stunde angeboten, während der Hauptverkehrszeit 12 bis 16. In Richtung Ōfuna sind es sechs bzw. bis zu elf Züge je Stunde. Auf dem Bahnhofsvorplatz befindet sich ein Busterminal, der von mehr als einem Dutzend Linien des Verkehrsamtes der Stadt Yokohama bedient wird. Hinzu kommt eine weitere städtische Linie, die auf der Straße beim Ostausgang hält.

## Anlage
Der Bahnhof steht im Stadtteil Mori, der zum Bezirk Isogo-ku gehört. Die Anlage ist von Nordosten nach Südwesten ausgerichtet und besitzt fünf Gleise, von denen die zwei westlichsten dem durchgehenden Personenverkehr dienen (die übrigen sind Abstellgleise). Sie liegen an einem vollständig überdachten Mittelbahnsteig, der durch eine gedeckte Überführung mit dem Empfangsgebäude an der Westseite verbinden ist. Dieses wiederum ähnelt einem Reiterbahnhof, der sich aber nur bis zur Mitte der Anlage erstreckt. Gegen Osten findet er eine Fortsetzung in einer Fußgängerbrücke, die ihrerseits unter der parallel verlaufenden Stadtautobahn Tokio B (Bayshore Route) hindurch führt. Eine weitere Fußgängerbrücke überspannt vom Empfangsgebäude aus den Bahnhofsvorplatz mit dem Busterminal und die angrenzende Hauptstraße.
Im Fiskaljahr 2018 nutzten durchschnittlich 20.282 Fahrgäste täglich den Bahnhof.

## Gleise
| 1 | ▉ Negishi-Linie  | Yokohama • Tokio • Ueno • Ōmiya |
| 1 | ▉ Yokohama-Linie | Yokohama • Machida • Hachiōji   |
| 2 | ▉ Negishi-Linie  | Ōfuna                           |

## Linien
| Verlauf der Keihin-Tōhoku-Linie / Negishi-Linie |
| --- |
| Ōmiya • Saitama-Shintoshin • Yono • Kita-Urawa • Urawa • Minami-Urawa • Warabi • Nishi-Kawaguchi • Kawaguchi • Akabane • Higashi-Jūjō • Ōji • Kami-Nakazato • Tabata • Nishi-Nippori • Nippori • Uguisudani • Ueno • Okachimachi • Akihabara • Kanda • Tokyo • Yūrakuchō • Shimbashi • Hamamatsuchō • Tamachi • Takanawa Gateway • Shinagawa • Ōimachi • Ōmori • Kamata • Kawasaki • Tsurumi • Shin-Koyasu • Higashi-Kanagawa • Yokohama • Sakuragichō • Kannai • Ishikawachō • Yamate • Negishi • Isogo • Shin-Sugita • Yōkōdai • Kōnandai • Hongōdai • Ōfuna |

## Geschichte
Die Japanische Staatsbahn eröffnete den Bahnhof am 19. Mai 1964, zusammen mit der Verlängerung der zuvor in Sakuragichō endenden Negishi-Linie bis hierher. Der Güterverkehr wurde elf Tage später aufgenommen. Knapp sechs Jahre lang war Isogo die südliche Endstation der Negishi-Linie, bis zur Verlängerung der Strecke nach Yōkōdai am 17. März 1970. Aus Rationalisierungsgründen stellte die Staatsbahn am 1. November 1986 den Güterumschlag ein. Im Rahmen der Staatsbahnprivatisierung ging der Bahnhof am 1. April 1987 in den Besitz der neuen Gesellschaft JR East über. Um einen barrierefreien Zugang zu ermöglichen, wurden im November 2000 als Teil einer umfassenden Renovierung der Anlage Aufzüge und Rolltreppen installiert.